# The Avalon Boys
The Avalon Boys erano un quartetto di cantanti statunitensi popolari negli anni trenta. Apparvero in alcuni film comici, il più famoso dei quali fu il lungometraggio I fanciulli del West del 1937 del duo comico Stanlio & Ollio.

## Nei film di Stanlio e Ollio
Nel film Muraglie (1931), il gruppo interpreta dei galeotti che in prigione, durante un momento di pausa, eseguono la canzone I want to go to Michigan, mentre Stanlio e Ollio giocano con una caramella in disparte. 
Ne I fanciulli del West, il gruppo si esibisce davanti al saloon, ispirando a Stanlio e Ollio un memorabile balletto. In una scena successiva, nel saloon, un solo membro del gruppo intona Trail of the Lonesome-pine, subito seguito da Ollio e poi anche da Stanlio, che canterà una strofa con una voce da basso (ovviamente doppiato), suscitando l'ira di Ollio.

## Membri
- Chill Wills (basso)
- Art Green
- Walter Trask
- Don Brookins

## Apparizioni cinematografiche
- I fanciulli del West (1937)
- Hideaway Girl (1937)
- Bar 20 Rides Again (1936)
- Call of the Prairie (1936)
- It's a Gift (1934)
- Muraglie (1931)